# Sketna Gertrud Syltekona
Sketna Gertrud Syltekona, död efter 1482, var en svensk borgare. Hon var verksam som syltekona i Stockholm under 1400-talet. 
Sketna Gertrud Syltekona finns omnämnd i Stockholms tänkeböcker från åren 1481 och 1482 som kärande i ett stämningsmål. Orsaken till hennes tillnamn "Sketna" är okänt, men tillnamn var mycket vanligt under medeltiden, när namnvariationen var liten. En syltekona tillverkade och sålde inälvsmat, och det tillhörde de yrken kvinnor kunde ha själva i Stockholm snarare än att överta efter sin make: år 1460 nämns det bland de yrkesarbetande kvinnorna i Stockholms stads skotteböcker, då det fanns: en syltekona, en säckpiperska, två sömmerskor, tre väverskor, fyra bryggerskor, en skrädderska, en åderlåterska, en klädmånglerska och en dokväverska och doktvätterska. Hon är den sista med yrket syltekona som finns omnämnd i Stockholm. 
Sketna Gertrud Syltekona har blivit en välkänd historisk figur, eftersom hon ofta figurerar i media och projekt av olika slag kring svensk medeltidshistoria. Hon har blivit föremål för en prisbelönt roman av Gudrun Wessnert. Hon har figurerat som vaxdocka i utställningen på Stockholms medeltidsmuseum.